# Don't Stop (Color on the Walls)
«Don't Stop (Color on the Walls)» es una canción de la banda de indie pop estadounidense Foster the People de su álbum debut Torches. Escrito por el líder de la banda, Mark Foster, la canción fue lanzada como el cuarto sencillo del álbum el 10 de enero de 2012.

## Video musical
El video musical de «Don't Stop (Color on the Walls)» fue dirigido por Daniels en 3D en colaboración con Digital Revolution Studios y publicado el 8 de diciembre de 2011. Está protagonizada por Mark Foster, junto a la actriz estadounidense Gabourey Sidibe.

## Personal
- Mark Foster - voz, guitarra, sintetizador, percusión, programador
- Cubbie Fink - bajo
- Mark Pontius - batería

## Posicionamiento en listas
| Listas (2011–12)                                | Mejor posición |
| ----------------------------------------------- | -------------- |
| Bélgica (Valonia) (Ultratip Bubbling Under)     | 28             |
| Canadá (Canadian Hot 100)                       | 56             |
| Canadá (Active Rock)                            | 37             |
| Canadá (Alternative Rock)                       | 3              |
| Croacia (Airplay Radio Chart)                   | 68             |
| Eslovaquia (Rádio Top 100)                      | 47             |
| Estados Unidos Billboard Hot 100                | 86             |
| Estados Unidos Pop Songs (Billboard)            | 34             |
| Estados Unidos Rock Songs (Billboard)           | 8              |
| Estados Unidos Alternative Songs (Billboard)    | 5              |
| Estados Unidos Hot Dance Club Songs (Billboard) | 10             |
| Estados Unidos Adult Pop Songs (Billboard)      | 17             |

## Historial de lanzamientos
| País           | Fecha               | Formato           |
| -------------- | ------------------- | ----------------- |
| Estados Unidos | 10 de enero de 2012 | Alternative radio |
| Reino Unido    | 23 de abril de 2012 | Descarga digital  |